# Anne Mertin
Anne Mertin (* 1942 in Wien; † 16. November 2017 ebenda) war eine österreichische Schauspielerin.

## Leben
Anne Mertin war die Tochter von Anna und Josef Mertin. Sie studierte Schauspiel am Max Reinhardt Seminar in Wien. Ab 1960 war sie an verschiedenen österreichischen und deutschen Theatern engagiert. Mit der Spielzeit 1977/1978 wechselte sie an das Münchener Residenztheater und spielte dort unter Ingmar Bergman die Rolle der Kristin in Strindbergs Traumspiel und unter Michael Degen die Rolle der Marthe Schwerdtlein in Goethes Faust I. In Bergmans Schlangenei gab sie 1977 ihr Kinofilmdebüt, es folgten weitere Filme, unter anderem unter Stefan Ruzowitzky und Kitty Kino.
Seit 1980 war Mertin in den Experimental-Theatergruppen Gruppe 80 und TheaterAngelusNovus tätig. 1989 gründete sie gemeinsam mit Fred Büchel das Stadt Theater Wien, welches sich seit 2002 unter dem Namen Fritzpunkt insbesondere um das Werk der österreichischen Autorin Marianne Fritz bemüht. Darüber hinaus arbeitete sie zusammen mit Christoph Büchel, Klaus Kastberger, Hans-Thies Lehmann, Kurt Neumann, Sophie Reyer, Wendelin Schmidt-Dengler, Clemens J. Setz, Peter Waterhouse und Chris Zintzen-Bader sowie der Alten Schmiede Wien, der FU Berlin, dem Kunsthaus Graz, dem Literaturhaus Graz, der Österreichischen Gesellschaft für Literatur, dem Steirischen Herbst, dem Tanzquartier Wien, dem Wien Museum und der Wiener Secession.